# Alois Scherf

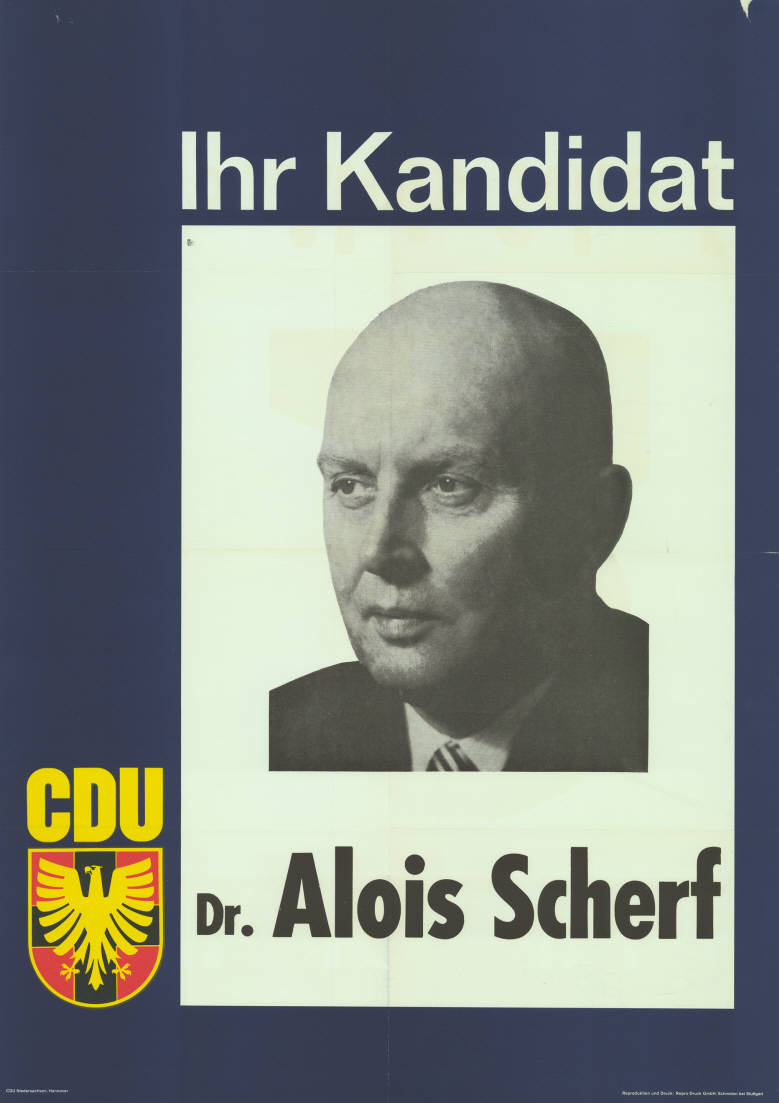
Kandidatenplakat der CDU zur Landtagswahl in Niedersachsen 1963

Alois Scherf (* 10. Mai 1897 in Celle; † 14. Januar 1965 in Hannover) war ein deutscher Jurist und Politiker (CDU).

## Leben und Beruf
Nach dem Besuch des Bischöflichen Gymnasiums Josephinum in Hildesheim meldete sich Scherf 1914 freiwillig zum Dienst an der Waffe und nahm als Soldat am Ersten Weltkrieg teil. Anschließend nahm er ein Studium der Rechts- und Staatswissenschaften an den Universitäten in Göttingen und Kiel auf, das er mit der Promotion zum Dr. jur. beendete. Er wurde in dieser Zeit Mitglied der katholischen Studentenverbindungen KStV Winfridia Göttingen und KAV Baltia Kiel im KV. Er ließ sich 1923 als Rechtsanwalt in Hannover nieder und wurde 1931 auch Notar. Während der Zeit des Nationalsozialismus setzte er sich für Justizopfer ein.
Er erhielt das Große Verdienstkreuz des Verdienstordens der Bundesrepublik Deutschland und das Große Verdienstkreuz des Niedersächsischen Verdienstordens.

## Politik
Scherf trat 1945 in die CDU ein und war vom 16. Januar 1952, als er für den ausgeschiedenen Abgeordneten Heinrich Hellwege nachrückte, bis zu seinem Tode Mitglied des Niedersächsischen Landtages (2. bis 5. Wahlperiode). Dort war er vom 9. Mai 1955 bis 5. Mai 1959 Vorsitzender der DP/CDU-Fraktion und nach Auflösung der Fraktionsgemeinschaft vom 11. Mai 1959 bis zu seinem Tode Vorsitzender der CDU-Fraktion.